# Konrad Freifeldt
Konrad Raimund Freifeldt (* 13. März 1847 in Dorpat, Russisches Kaiserreich; † 31. Mai 1923 in Petrograd, Sowjetunion) war ein Geistlicher deutschbaltischer Abstammung.

## Leben
Freifeldt arbeitete nach dem Studium der Theologie an der Kaiserlichen Universität Dorpat von 1870 bis 1875 als Religionslehrer in Sankt Petersburg. Nach kurzer Tätigkeit als Diakonus an der Johanniskirche und als Oberlehrer am Gymnasium in Dorpat kehrte er 1877 nach Sankt Petersburg zurück und wurde zuerst Pastor der estnischen Johannis-Gemeinde, 1880 Pastor der deutschen St.-Annen-Gemeinde. 1887 trat er in das Evangelisch-Lutherische General-Konsistorium ein, als dessen Vizepräsident er von 1892 bis 1917 amtierte. 1891 wurde er zugleich Generalsuperintendent, 1896 Bischof.